# Affinitet (social relation)
Affinitet är inom kultur- och socialantropologin, en social relation baserad på giftermål. Motsatsen till blodsband utgörs av affiniteten men det varierar från kultur till kultur vilka av släktingarna som klassificeras som affinaler, respektive blodssläktingar.